# Эквадор на летних Олимпийских играх 2024

## Медали
| Медаль  | Спортсмен(ы)                  | Вид спорта       | Дисциплина                            | Дата       |
| ------- | ----------------------------- | ---------------- | ------------------------------------- | ---------- |
| Золото  | Брайан Пинтадо                | Лёгкая атлетика  | Cпортивная ходьба на 20 километров    | 1 августа  |
| Серебро | Брайан Пинтадо Гленда Морехон | Лёгкая атлетика  | Cпортивная ходьба, смешанная эстафета | 7 августа  |
| Серебро | Лусия Епес                    | Борьба вольная   | До 53 кг                              | 8 августа  |
| Бронза  | Анджи Паласиос                | Тяжёлая атлетика | До 71 кг                              | 9 августа  |
| Бронза  | Нейси Дахомес                 | Тяжёлая атлетика | До 81 кг                              | 10 августа |

| Вид спорта       | 1 | 2 | 3 | Всего |
| Лёгкая атлетика  | 1 | 1 | 0 | 2     |
| Тяжёлая атлетика | 0 | 0 | 2 | 2     |
| Борьба           | 0 | 1 | 0 | 2     |
| Всего            | 1 | 2 | 2 | 5     |

| Медали по датам | Медали по датам | Медали по датам | Медали по датам | Медали по датам | Медали по датам |
| --------------- | --------------- | --------------- | --------------- | --------------- | --------------- |
| Дата            | 1               | 2               | 3               | Всего           |                 |
| 1 августа       | 1               | 0               | 0               | 1               |                 |
| 7 августа       | 0               | 1               | 0               | 1               |                 |
| 8 августа       | 0               | 1               | 0               | 1               |                 |
| 9 августа       | 0               | 0               | 1               | 1               |                 |
| 10 августа      | 0               | 0               | 1               | 1               |                 |
| Всего           | 1               | 2               | 2               | 5               |                 |

| Мультимедалисты | Мультимедалисты | Мультимедалисты | Мультимедалисты | Мультимедалисты | Мультимедалисты | Мультимедалисты |
| --------------- | --------------- | --------------- | --------------- | --------------- | --------------- | --------------- |
| Спортсмен       | Вид спорта      | 1               | 2               | 3               | Всего           |                 |
| Брайан Пинтадо  | Лёгкая атлетика | 1               | 1               | 0               | 2               |                 |

| Медали по полу | Медали по полу | Медали по полу | Медали по полу | Медали по полу |
| -------------- | -------------- | -------------- | -------------- | -------------- |
| Пол            | 1              | 2              | 3              | Всего          |
| Мужчины        | 1              | 0              | 0              | 1              |
| Женщины        | 0              | 1              | 2              | 3              |
| Микст          | 0              | 1              | 0              | 1              |
| Всего          | 1              | 2              | 2              | 5              |

## Квалификация
| № п/п | Вид спорта            | Мужчины        | Мужчины                | Женщины        | Женщины                | Всего          | Всего                  |
| № п/п | Вид спорта            | Завоевано квот | Количество спортсменов | Завоевано квот | Количество спортсменов | Завоевано квот | Количество спортсменов |
| ----- | --------------------- | -------------- | ---------------------- | -------------- | ---------------------- | -------------- | ---------------------- |
| 1     | Бокс                  | 2              | 2                      | 1              | 1                      | 3              | 3                      |
| 2     | Борьба                | 1              | 1                      | 3              | 3                      | 4              | 4                      |
| 3     | Велоспорт             | 2              | 2                      |                |                        | 2              | 2                      |
| 4     | Дзюдо                 |                |                        | 1              | 1                      | 1              | 1                      |
| 5     | Конный спорт          | 3              | 3                      |                |                        | 3              | 3                      |
| 6     | Лёгкая атлетика       | 4              | 4                      | 12             | 11                     | 17             | 15                     |
| 7     | Настольный теннис     | 1              | 1                      |                |                        | 1              | 1                      |
| 8     | Плавание              | 2              | 2                      | 1              | 1                      | 3              | 3                      |
| 9     | Современное пятиборье | 1              | 1                      | 1              | 1                      | 2              | 2                      |
| 10    | Стрельба              |                |                        | 4              | 2                      | 4              | 2                      |
| 11    | Триатлон              |                |                        | 1              | 1                      | 1              | 1                      |
| 12    | Тяжёлая атлетика      |                |                        | 3              | 3                      | 3              | 3                      |
|       | ИТОГО                 | 16             | 16                     | 27             | 24                     | 44             | 40                     |

## Состав команды
Бокс
1. Хосе Родригес[англ.]
2. Герлон Конго[англ.]
3. Мариа Хосе Паласиос[англ.]

 Борьба
Вольная борьба
1. Лусия Епес
2. Луиса Вальверде
3. Хенесис Реаско

Греко-римская борьба
1. Андрес Монтаньо

Велоспорт
 Шоссейный велоспорт
1. Хонатан Нарваэс

 BMX
1. Альфредо Кампо[англ.]

 Дзюдо
1. Ванесса Чала[англ.]

 Конный спорт
1. Хулио Мендоса Лоор[англ.]
2. Николас Веттштейн[англ.]
3. Рональд  Сабала-Гётшель[англ.]

 Лёгкая атлетика
1. Давид Уртадо[англ.]
2. Брайан Пинтадо
3. Хорди Хименес[англ.]
4. Хуан Хосе Кайседо[англ.]
5. Анхела Тенорио
6. Николь Кайседо[англ.]
7. Аймара Назарено[англ.]
8. Анаи Суарес[англ.]
9. Марибель Кайседо[англ.]
10. Роза Чача[англ.]
11. Сильвия Ортис[англ.]
12. Мари Зенаида Гранья[англ.]
13. Гленда Морехон
14. Магали Бонилья[англ.]
15. Паула Торрес[англ.]

 Настольный теннис
1. Альберто Миньо[англ.]

 Плавание
1. Томас Перибонио[англ.]
2. Давид Фаринанго[англ.]
3. Аника Дельгадо[англ.]

 Современное пятиборье
1. Андрес Торрес[англ.]
2. Сол Наранхо[англ.]

 Стрельба
1. Диана Дуранго[англ.]
2. Андреа Перес Пенья[англ.]

 Триатлон
1. Элисабет Браво[англ.]

 Тяжёлая атлетика
1. Анджи Паласиос
2. Нейси Дахомес
3. Лизет Айови

## Бокс
Эквадор завоевал по одному месту в мужской и женский олимпийские турниры по боксу на Панамериканских играх 2023 года в Сантьяго, Чили и одно место в мужской турнир на Втором мировом квалификационном турнире 2024 года в Бангкоке, Таиланд.
| Спортсмен           | Категория 1/16 финала | 1/8 финала                 | Четвертьфиналы            | Полуфиналы                  | Финал                 | Финал                 |                       |
| Спортсмен           | Категория 1/16 финала | Соперник Результат         | Соперник Результат        | Соперник Результат          | Соперник Результат    | Соперник Результат    | Место                 |
| ------------------- | --------------------- | -------------------------- | ------------------------- | --------------------------- | --------------------- | --------------------- | --------------------- |
| Хосе Родригес       | Мужчины до 71 кг      | —                          | INDНишант Дев П 2–3       | завершил выступление        | завершил выступление  | завершил выступление  | завершил выступление  |
| Герлон Конго        | Мужчины свыше 92 кг   | —                          | BRAАбнер Тейшейра В 3–2   | FRAДжамили-Дини Абуду П 1–4 | завершил выступление  | завершил выступление  | завершил выступление  |
| Мариа Хосе Паласиос | Женщины до 60 кг      | SWEАгнес Алексиуссон В 4–1 | AUSТайла Макдональд В 5–0 | TPEУ Ши-И П 1–4             | завершила выступление | завершила выступление | завершила выступление |

## Борьба
Эквадор завоевала одно место в женской вольной борьбе на Чемпионате мира по борьбе 2023 года в Белграде, Сербия и одно место в греко-римской борьбе и два в женской вольной борьбе на Панамериканском квалификационном турнире 2024 года в Акапулько, Мексика.
Вольная борьба
| Спортсмен       | Категория        | 1/8 финала            | Четвертьфиналы           | Полуфиналы              | Утешит. поединки       | Финал /За 3 место         | Финал /За 3 место |
| Спортсмен       | Категория        | Соперник Результат    | Соперник Результат       | Соперник Результат      | Соперник Результат     | Соперник Результат        | Место             |
| --------------- | ---------------- | --------------------- | ------------------------ | ----------------------- | ---------------------- | ------------------------- | ----------------- |
| Лусия Епес      | Женщины до 53 кг | PRKЦой Хёгён В 7–4    | ROUАндрея Ана В 7–0      | GERАнника Вендле В 10–0 | —                      | JPNАкари Фудзинами П 0–10 | 2                 |
| Луиса Вальверде | Женщины до 57 кг | ITAАврора Руссо В 6–0 | JPNЦугуми Сакураи П 0–11 | —                       | CANХанна Тейлор П 0–13 | завершила выступление     | 7                 |
| Хенесис Реаско  | Женщины до 76 кг | JPNЮка Кагами П 0–2   | —                        | —                       | TURЯсемин Адар В 3–1   | COLТатьяна Рентерия П 1–2 | =5                |

Греко-римская борьба
| Спортсмен       | Категория        | 1/8 финала              | Четвертьфиналы       | Полуфиналы           | Утешит. поединки     | Финал /За 3 место    | Финал /За 3 место |
| Спортсмен       | Категория        | Соперник Результат      | Соперник Результат   | Соперник Результат   | Соперник Результат   | Соперник Результат   | Место             |
| --------------- | ---------------- | ----------------------- | -------------------- | -------------------- | -------------------- | -------------------- | ----------------- |
| Андрес Монтаньо | Мужчины до 67 кг | ARMСлавик Галстян П 2–3 | завершил выступление | завершил выступление | завершил выступление | завершил выступление | 9                 |

## Велоспорт
Эквадор получил по рейтингу UCI по одному месту в мужской групповой гонке на шоссе и мужской индивидуальной гонке с раздельным стартом.

### Шоссейные велогонки
Мужчины
| Спортсмен       | Дисциплина      | Время   | Место |
| --------------- | --------------- | ------- | ----- |
| Хонатан Нарваэс | Групповая гонка | 6:26.57 | 45    |

### BMX
BMX-гонки
Эквадор завоевал одно место на участие в мужской BMX-гонке по результатам Панамериканского чемпионата по BMX-гонкам 2023 года в Риобамбе, Эквадор.
| Спортсмен      | Дисциплина | Четвертьфиналы | Четвертьфиналы | Утеш. заезд | Утеш. заезд | Полуфиналы | Полуфиналы | Финал                | Финал                |
| Спортсмен      | Дисциплина | Баллы          | Место          | Результат   | Место       | Баллы      | Место      | Результат            | Место                |
| -------------- | ---------- | -------------- | -------------- | ----------- | ----------- | ---------- | ---------- | -------------------- | -------------------- |
| Альфредо Кампо | Мужчины    | 8              | 7 Q            | —           | —           | 19         | 13         | завершил выступление | завершил выступление |

## Дзюдо
Эквадор получил по рейтингу IJF одно место в женских соревнованиях.
| Ванесса Чала | Женщины до 78 кг | — |  |

## Конный спорт
Эквадор получил одно место в личных соревнованиях в выездке на Панамериканских играх 2023 года и и два места в троеборье по рейтингу FEI.

### Выездка
| Спортсмен          | Лошадь             | Дисциплина    | Гран При | Гран При | Специальный Гран При | Специальный Гран При | Произвольный Гран При | Произвольный Гран При |
| Спортсмен          | Лошадь             | Дисциплина    | Баллы    | Место    | Баллы                | Место                | Баллы                 | Место                 |
| ------------------ | ------------------ | ------------- | -------- | -------- | -------------------- | -------------------- | --------------------- | --------------------- |
| Хулио Мендоса Лоор | Jewel's Goldstrike | Личный турнир | 70,839   | 27       | —                    | —                    | завершил выступление  | завершил выступление  |

### Троеборье
| Спортсмен              | Лошадь          | Дисциплина    | Выездка | Выездка | Кросс             | Кросс             | Кросс             | Конкур               | Конкур               | Конкур               | Конкур               | Конкур               | Конкур               | Всего                | Всего                |
| Спортсмен              | Лошадь          | Дисциплина    | Выездка | Выездка | Кросс             | Кросс             | Кросс             | Квалификация         | Квалификация         | Квалификация         | Финал                | Финал                | Финал                | Всего                | Всего                |
| Спортсмен              | Лошадь          | Дисциплина    | Штраф   | Место   | Штраф             | Всего             | Место             | Штраф                | Всего                | Место                | Штраф                | Всего                | Место                | Штраф                | Место                |
| ---------------------- | --------------- | ------------- | ------- | ------- | ----------------- | ----------------- | ----------------- | -------------------- | -------------------- | -------------------- | -------------------- | -------------------- | -------------------- | -------------------- | -------------------- |
| Николас Веттштейн      | Altier D'Aurois | Личный турнир | 42,30   | 60      | 65,40             | 107,70            | 55                | 50,80                | 158,50               | 51                   | завершил выступление | завершил выступление | завершил выступление | 158,50               | 51                   |
| Рональд Сабала-Гётшель | Wundermaske     | Личный турнир | 37,70   | 51      | Дисквалифицирован | Дисквалифицирован | Дисквалифицирован | завершил выступление | завершил выступление | завершил выступление | завершил выступление | завершил выступление | завершил выступление | завершил выступление | завершил выступление |

## Легкая атлетика
Эквадорские легкоатлеты выполнили нормативы для участия в Играх 2024 года, пройдя прямую квалификацию или по мировому рейтингу, в следующих соревнованиях (максимум по 3 спортсмена в каждом):
Беговые дисциплины
Мужчины
| Спортсмен      | Дисциплина      | Забеги    | Забеги | Утеш. забеги | Утеш. забеги | Полуфиналы | Полуфиналы | Финал     | Финал |
| Спортсмен      | Дисциплина      | Результат | Место  | Результат    | Место        | Результат  | Место      | Результат | Место |
| -------------- | --------------- | --------- | ------ | ------------ | ------------ | ---------- | ---------- | --------- | ----- |
| Давид Уртадо   | Ходьба на 20 км | —         | —      | —            | —            | —          | —          | 1:20.30   | 15    |
| Брайан Пинтадо | Ходьба на 20 км | —         | —      | —            | —            | —          | —          | 1:18.55   | 1     |
| Хорди Хименес  | Ходьба на 20 км | —         | —      | —            | —            | —          | —          | 1:21.44   | 25    |

Беговые дисциплины
Женщины
| Анхела Тенорио      | 100 м           | 11,35 | 6   | завершила выступление | завершила выступление | завершила выступление | завершила выступление | завершила выступление | завершила выступление | завершила выступление | завершила выступление |
| Николь Кайседо      | 200 м           | 23,18 | 4 R | 23,04                 | 3                     | завершила выступление | завершила выступление | завершила выступление | завершила выступление |                       |                       |
| Николь Кайседо      | 400 м           | DSQ   | DSQ | завершила выступление | завершила выступление | завершила выступление | завершила выступление | завершила выступление | завершила выступление |                       |                       |
| Аймара Назарено     | 200 м           | 23,52 | 7 R | 23,35                 | 5                     | завершила выступление | завершила выступление | завершила выступление | завершила выступление |                       |                       |
| Анаи Суарес         | 200 м           | 23,33 | 5 R | 23,54                 | 5                     | завершила выступление | завершила выступление | завершила выступление | завершила выступление |                       |                       |
| Марибель Кайседо    | 100 м с/б       | 13,05 | 8 R | 12,83                 | 2 Q                   | 12,67                 | 4                     | завершила выступление | завершила выступление |                       |                       |
| Роза Чача           | Марафон         | —     | —   | —                     | —                     | —                     | —                     | 2:42.14               | 73                    |                       |                       |
| Сильвия Ортис       | Марафон         | —     | —   | —                     | —                     | —                     | —                     | 2:37.23               | 61                    |                       |                       |
| Мари Зенаида Гранья | Марафон         | —     | —   | —                     | —                     | —                     | —                     | 2:34.34               | 53                    |                       |                       |
| Гленда Морехон      | Ходьба на 20 км | —     | —   | —                     | —                     | —                     | —                     | 1:27.37               | 6                     |                       |                       |
| Магали Бонилья      | Ходьба на 20 км | —     | —   | —                     | —                     | —                     | —                     | 1:30.33               | 19                    |                       |                       |
| Паула Торрес        | Ходьба на 20 км | —     | —   | —                     | —                     | —                     | —                     | 1:28.48               | 9                     |                       |                       |

Микст
| Спортсмен                     | Дисциплина      | Забеги    | Забеги | Финал     | Финал |
| Спортсмен                     | Дисциплина      | Результат | Место  | Результат | Место |
| ----------------------------- | --------------- | --------- | ------ | --------- | ----- |
| Брайан Пинтадо Гленда Морехон | Ходьба эстафета | —         | —      | 2:51.22   | 2     |

Технические дисциплины
Мужчины
| Спортсмен         | Дисциплина    | Полуфиналы | Полуфиналы | Финал                | Финал                |
| Спортсмен         | Дисциплина    | Результат  | Место      | Результат            | Место                |
| ----------------- | ------------- | ---------- | ---------- | -------------------- | -------------------- |
| Хуан Хосе Кайседо | Метание диска | 60,99      | 25         | завершил выступление | завершил выступление |

## Настольный теннис
Эквадор получил одно место в мужском индивидуальном турнире по настольному теннису в соответствии с рейтингом ITTF.
| Спортсмен      | Дисциплина     | 1/32               | 1/16                | 1/8                  | Четвертьфиналы       | Полуфиналы           | Финал / За 3 место   | Финал / За 3 место   |
| Спортсмен      | Дисциплина     | Соперник Результат | Соперник Результат  | Соперник Результат   | Соперник Результат   | Соперник Результат   | Соперник Результат   | Место                |
| -------------- | -------------- | ------------------ | ------------------- | -------------------- | -------------------- | -------------------- | -------------------- | -------------------- |
| Альберто Миньо | Мужчины личное | AUSФинн Луу В 4–3  | EGYОмар Ассар П 0–4 | завершил выступление | завершил выступление | завершил выступление | завершил выступление | завершил выступление |

## Плавание
Эквадор завоевал одну квоту на участие в плавательном турнире Олимпиады в открытой воде по результатам Чемпионата мира по водным видам спорта 2024 года в Дохе, Катар и получил две универсальные квоты на соревнования в бассейне.
| Спортсмен       | Дисциплина                  | Заплывы | Заплывы | Полуфиналы            | Полуфиналы            | Финал                 | Финал                 |
| Спортсмен       | Дисциплина                  | Время   | Место   | Время                 | Место                 | Время                 | Место                 |
| --------------- | --------------------------- | ------- | ------- | --------------------- | --------------------- | --------------------- | --------------------- |
| Томас Перибонио | Мужчины 200 м комплекс      | 2.03,40 | 19      | завершил выступление  | завершил выступление  | завершил выступление  | завершил выступление  |
| Давид Фаринанго | Мужчины 10 км открытая вода | —       | —       | —                     | —                     | 1:57.08,6             | 17                    |
| Аника Дельгадо  | Женщины 50 м вольный стиль  | 25,43   | 26      | завершила выступление | завершила выступление | завершила выступление | завершила выступление |

## Современное пятиборье
Эквадор завоевал по одному месту в мужской и женский олимпийский турнир по современному пятиборью на Панамериканских играх 2023 года в Сантьяго, Чили.
| Спортсмен     | Дисциплина     | Дисциплина | Фехтование (шпага до 1 укола) | Фехтование (шпага до 1 укола) | Фехтование (шпага до 1 укола) | Фехтование (шпага до 1 укола) | Плавание (200 м вольный стиль) | Плавание (200 м вольный стиль) | Плавание (200 м вольный стиль) | Конный спорт (конкур) | Конный спорт (конкур) | Конный спорт (конкур) | Конный спорт (конкур) | Комбинация: стрельба и бег (10 м пистолет)/(3200 м) | Комбинация: стрельба и бег (10 м пистолет)/(3200 м) | Комбинация: стрельба и бег (10 м пистолет)/(3200 м) | Сумма                 | Место                 |
| Спортсмен     | Дисциплина     | Дисциплина | ОР                            | Место                         | Баллы                         | БР                            | Время                          | Место                          | Баллы                          | Время                 | Штраф                 | Место                 | Баллы                 | Время                                               | Место                                               | Баллы                                               | Сумма                 | Место                 |
| ------------- | -------------- | ---------- | ----------------------------- | ----------------------------- | ----------------------------- | ----------------------------- | ------------------------------ | ------------------------------ | ------------------------------ | --------------------- | --------------------- | --------------------- | --------------------- | --------------------------------------------------- | --------------------------------------------------- | --------------------------------------------------- | --------------------- | --------------------- |
| Андрес Торрес | Мужской турнир | Полуфинал  | 16–19                         | 22                            | 205                           | 2                             | 1.59,70                        | 3                              | 311                            | 54,63                 | 15                    | 17                    | 283                   | 11.29,63                                            | 18                                                  | 611                                                 | 1412                  | 17                    |
| Андрес Торрес | Мужской турнир | Финал      | завершил выступление          | завершил выступление          | завершил выступление          | завершил выступление          | завершил выступление           | завершил выступление           | завершил выступление           | завершил выступление  | завершил выступление  | завершил выступление  | завершил выступление  | завершил выступление                                | завершил выступление                                | завершил выступление                                | завершил выступление  | завершил выступление  |
| Сол Наранхо   | Женский турнир | Полуфинал  | 13-22                         | 33                            | 190                           | 0                             | 2.38,78                        | 18                             | 233                            | 56,68                 | 13                    | 7                     | 293                   | 12.24,75                                            | 15                                                  | 556                                                 | 1272                  | 17                    |
| Сол Наранхо   | Женский турнир | Финал      | завершила выступление         | завершила выступление         | завершила выступление         | завершила выступление         | завершила выступление          | завершила выступление          | завершила выступление          | завершила выступление | завершила выступление | завершила выступление | завершила выступление | завершила выступление                               | завершила выступление                               | завершила выступление                               | завершила выступление | завершила выступление |

## Стрельба
Эквадор завоевал два места в различных дисциплинах олимпийского турнира стрелков на Панамериканских играх 2023 года в Сантьяго, Чили и на Чемпионате Америки по пулевой стрельбе 2024 года в Буэнос-Айресе, Аргентина. Еще две квоты Эквадор получил благодаря квалификации стрелков в других дисциплинах согласно правилам ISSF.
Женщины
| Спортсмен          | Дисциплина                         | Квалификация | Квалификация | Финал                 | Финал                 |
| Спортсмен          | Дисциплина                         | Баллы        | Место        | Баллы                 | Место                 |
| ------------------ | ---------------------------------- | ------------ | ------------ | --------------------- | --------------------- |
| Диана Дуранго      | Пневматический пистолет, 10 метров | 558-9x       | 41           | завершила выступление | завершила выступление |
| Диана Дуранго      | Пистолет, 25 метров                | 581-22x      | 15           | завершила выступление | завершила выступление |
| Андреа Перес Пенья | Пневматический пистолет, 10 метров | 569-16x      | 26           | завершила выступление | завершила выступление |
| Андреа Перес Пенья | Пистолет, 25 метров                | 583-19x      | 10           | завершила выступление | завершила выступление |

## Триатлон
Эквадор завоевал одно квотное место в соревнования женщин в соответствии с Мировым индивидуальным рейтингом World Triathlon.
Личное
| Спортсмен      | Категория | Время             | Время     | Время             | Время     | Время       | Время   | Место |
| Спортсмен      | Категория | Плавание (1,5 км) | Переход 1 | Велосипед (40 км) | Переход 2 | Бег (10 км) | Всего   | Место |
| -------------- | --------- | ----------------- | --------- | ----------------- | --------- | ----------- | ------- | ----- |
| Элисабет Браво | Женщины   | 24.06             | 0.57      | 1:00.38           | 0.30      | 35.38       | 2:01.49 | 34    |

## Тяжёлая атлетика
Эквадор получил три места в женских соревнованиях в соответствии с олимпийским рейтингом IWF.
| Спортсмен      | Категория           | Рывок     | Рывок | Толчок    | Толчок | Всего | Место |
| Спортсмен      | Категория           | Результат | Место | Результат | Место  | Всего | Место |
| -------------- | ------------------- | --------- | ----- | --------- | ------ | ----- | ----- |
| Анджи Паласиос | Женщины до 71 кг    | 116       | 2     | 140       | 3      | 256   | 3     |
| Нейси Дахомес  | Женщины до 81 кг    | 122       | 1     | 145       | 5      | 267   | 3     |
| Лизет Айови    | Женщины свыше 81 кг | 123       | 4     | 160       | 4      | 283   | 4     |